# Ета (ураган)
Ураган «Ета» (англ. Hurricane Eta)  — руйнівний ураган 4 категорії, який завдав серйозної шкоди деяким частинам Центральній Америці на початку листопада 2020 року. Третій за силою листопадовий ураган в Атлантиці за всю історію спостережень після Урагану на Кубі і Урагану Йота, що утворився  два тижні по тому.
У міру наближення урагану вздовж узбережжя Гондурасу і на північному сході Нікарагуа були випущені попередження про ураган. Більше 10 000 чоловік були переміщені в притулок в Пуерто-Кабесас з найближчих сіл. Ураган пошкодив лінії електропередач і повиривав з корінням дерева, по зривав дахи і викликавши повінь в Пуерто-Кабесас. В цілому по всій Центральній Америці в результаті урагану загинули щонайменше 200 осіб, в тому числі 74 в Гондурасі, 53 в Гватемалі, 27 в Мексиці, 19 в Панамі, по два в Нікарагуа і Коста-Риці і один в Сальвадорі. Після того, як система почала реорганізовуватися в Карибському басейні, 5 листопада на Кайманових островах, Кубі, Багамських островах і в Флориді були випущені попередження про тропічний шторм. Ураган приніс туди проливні дощі і рвучкий вітер на Кайманові острови і Кубу, остання вже мала справу з розливом річок, які викликали евакуацію під час проходження Урагану Лаура в серпні 2020 року. Сильні дощі та вітри були зареєстровані на всій території Флорида-Кіс в Південній Флориді, що призвело до масштабних повеней. Другий вихід на берег принесли штормовий нагону і поривчастий вітер на західне узбережжя Центральної Флориди і додаткові дощі в північну Флориду. Одна людина була вбита у Флориді в результаті удару струмом під час повені. Волога від шторму в поєднанні з холодним фронтом на півночі принесла зливи і раптові повені в Південну і Північна Кароліни і Віргінію, убивши ще п'ять чоловік в цих штатах. В цілому було зареєстровано, 11 смертей через шторм в США. Станом на грудень 2020 року, у всіх постраждалих районах загинуло щонайменше 211 осіб, ще 120 пропали безвісти, а збиток склав майже 8 мільярдів доларів (2020 доларів США) у всіх постраждалих районах.
Зусилля з надання допомоги постраждалим від урагану були широкомасштабними, за участю кількох країн. Приблизно 2,5 мільйона людей постраждали від шторму, в тому числі 1,7 мільйона в Гондурасі. Багато підрозділів екстреного реагування повинні були бути відправлені з усього світу для надання допомоги постраждалим. Близько 98 тонн їжі і води було доставлено в Нікарагуа і Гондурас з Панами. Людей, які залишилися без даху над головою, переселили в різні притулки після урагану. Постраждалим країнам були передані пожертвування на мільйони доларів США для допомоги в одужанні. Однак через два тижні на Центральну Америку обрушився ураган Йота, який ще більше посилив ситуацію в регіоні.